# Lijst van voetbalinterlands Cambodja - Mongolië
Deze lijst van voetbalinterlands is een overzicht van alle officiële voetbalwedstrijden tussen de nationale teams van Cambodja en Mongolië. De landen hebben tot op heden drie keer tegen elkaar gespeeld. De eerste ontmoeting was een vriendschappelijke wedstrijd op 14 november 2019 in Phnom Penh. Het laatste duel, eveneens een vriendschappelijke wedstrijd, vond plaats in Ulaanbaatar op 11 juni 2024.

## Wedstrijden
| № | Plaats      | Datum            | Competitie        | Wedstrijd           | Uitslag |
| - | ----------- | ---------------- | ----------------- | ------------------- | ------- |
| 1 | Phnom Penh  | 14 november 2019 | Vriendschappelijk | Cambodja – Mongolië | 1 – 1   |
| 2 | Phnom Penh  | 7 juni 2024      | Vriendschappelijk | Cambodja − Mongolië | 2 − 0   |
| 3 | Ulaanbaatar | 11 juni 2024     | Vriendschappelijk | Mongolië − Cambodja | 2 − 1   |

## Samenvatting
| Competitie        | Totaal gespeeld | Winst Cambodja | Gelijk | Winst Mongolië | Doelsaldo Cambodja – Mongolië |
| ----------------- | --------------- | -------------- | ------ | -------------- | ----------------------------- |
| Vriendschappelijk | 3               | 1              | 1      | 1              | 4 − 3                         |
| Totaal            | 3               | 1              | 1      | 1              | 4 − 3                         |

Wedstrijden bepaald door strafschoppen worden, in lijn met de FIFA, als een gelijkspel gerekend.
FFC · Cambodjaans vrouwenelftal
Afghanistan ·
Australië ·
Bahrein ·
Bangladesh ·
Bhutan ·
Brunei ·
China ·
Equatoriaal-Guinea ·
Filipijnen ·
Guam ·
Guinee ·
Guyana ·
Hongkong ·
India ·
Indonesië ·
Irak ·
Iran ·
Japan ·
Jemen ·
Jordanië ·
Kirgizië ·
Koeweit ·
Laos ·
Libanon ·
Macau ·
Malediven ·
Maleisië ·
Mongolië ·
Myanmar ·
Nepal ·
Noord-Korea ·
Oezbekistan ·
Oost-Timor ·
Pakistan ·
Palestina ·
Qatar ·
Saoedi-Arabië ·
Singapore ·
Sri Lanka ·
Syrië ·
Tadzjikistan ·
Taiwan ·
Thailand ·
Turkmenistan ·
Vietnam ·
Zuid-Korea ·
Zuid-Vietnam
MFF · Mongolisch vrouwenelftal
Interlands
Tegenstander:
Afghanistan ·
Azerbeidzjan ·
Bangladesh ·
Bhutan ·
Brunei ·
Cambodja ·
Filipijnen ·
Georgië ·
Guam ·
Hongkong ·
India ·
Japan ·
Jemen ·
Kirgizië ·
Koeweit ·
Laos ·
Libanon ·
Macau ·
Malediven ·
Maleisië ·
Mauritius ·
Myanmar ·
Noord-Korea ·
Oezbekistan ·
Oost-Timor ·
Palestina ·
Saoedi-Arabië ·
Singapore ·
Sri Lanka ·
Tadzjikistan ·
Taiwan ·
Tanzania ·
Vanuatu ·
Vietnam ·
Zuid-Korea